# Lista de património edificado no distrito de Beja
Esta lista é uma sublista da Lista de património edificado em Portugal para o Distrito de Beja, ordenada alfabeticamente por concelho, baseada nas listagens do IPPAR de Março de 2005 e atualizações.
Legenda:
- Os monumentos podem eventualmente ter várias designações, sendo estas separadas nesse caso pela conjunção "ou";
- Por vezes vários edifícios fazem parte de uma mesma classificação patrimonial, sendo nesse caso separados pela conjunção "e";
- A existência de dois graus de classificação diferente para um mesmo monumento (usualmente VC e outro) significa que este aguarda uma classificação definitiva, se bem que tenha sido homologado com o grau indicado (ex: VC-IIP é um imóvel em vias de classificação, homologado com o grau de Imóvel de Interesse Público).

Observação: São preservadas as denominações adoptadas pelo IPPAR, mesmo que elas apresentem outras alternativas. Nestes casos há redireccionamento para aquela em que o artigo está redigido, podendo ou não esta designação aparecer na lista.

## Aljustrel
| ID      | Designações                                                               | Categoria              | Tipologia           | Freguesia | Grau | Ano  | Coordenadas                  | Imagem |
| ------- | ------------------------------------------------------------------------- | ---------------------- | ------------------- | --------- | ---- | ---- | ---------------------------- | ------ |
| 73261   | Castelo de Aljustrel e Igreja de Nossa Senhora do Castelo                 | Arquitectura religiosa | Igreja              | Aljustrel | IIP  | 1992 | 37.88145° N 8.16735° O       |        |
| 74084   | Cerro da Mangancha                                                        | Arqueologia            | Povoado fortificado | Aljustrel | VC   |      |                              |        |
| 73680   | Pelourinho de Messejana                                                   | Arquitectura civil     | Pelourinho          | Messejana | IIP  | 1933 | 37.834536° N 8.244969° O     |        |
| 5166655 | Ermida de Nossa Senhora da Assunção de Messejana / Igreja de Entre Vinhas | Arquitectura religiosa | Igreja              | Messejana | MIP  | 2010 | 37.82813741° N 8.24258564° O |        |
| 6325375 | Conjunto - Igreja da Misericórdia de Messejana (Prisão e Torre)           | Arquitectura mista     | Conjunto            | Messejana | VC   |      |                              |        |

 Legenda: PM - Património Mundial · MN - Monumento Nacional · IIP - Imóvel de Interesse Público · MIP - Monumento de Interesse Público · CIP - Conjunto de Interesse Público · SIP - Sítio de Interesse Público · IIM - Imóvel de Interesse Municipal · MIM - Monumento de Interesse Municipal · CIM - Conjunto de Interesse Municipal · SIM - Sítio de Interesse Municipal · VC - Em vias de classificação · SPL - Sem proteção legal

## Almodôvar
| ID    | Designações                                                                    | Categoria              | Tipologia           | Freguesia          | Grau | Ano  | Coordenadas                  | Imagem |
| ----- | ------------------------------------------------------------------------------ | ---------------------- | ------------------- | ------------------ | ---- | ---- | ---------------------------- | ------ |
| 74592 | Capela de Santo António                                                        | Arquitectura religiosa | Capela              | Almodôvar          | IIP  | 1970 | 37.51525843° N 8.07425275° O |        |
| 74593 | Ponte antiga sobre a Ribeira de Cobres ou Ponte da Ribeira de Cobres           | Arquitectura civil     | Ponte               | Almodôvar          | IIP  | 1982 | 37.51284148° N 8.05450594° O |        |
| 74594 | Convento de São Francisco (Almodôvar) (e a respectiva Igreja de São Francisco) | Arquitectura religiosa | Convento            | Almodôvar          | IIP  | 1993 | 37.51525614° N 8.06972828° O |        |
| 73635 | Igreja do Rosário ou Igreja Paroquial do Rosário                               | Arquitectura religiosa | Igreja              | Rosário            | IIP  | 1986 | 37.60626584° N 8.0923025° O  |        |
| 72912 | Povoado das Mesas do Castelinho                                                | Arqueologia            | Povoado fortificado | Santa Clara-a-Nova | IIP  | 1990 | 37.48517893° N 8.12515576° O |        |
| 74889 | Igreja de Santa Cruz da Ribeira ou Igreja Matriz de Santa Cruz                 | Arquitectura religiosa | Igreja              | Santa Cruz         | IIP  | 1955 | 37.43398939° N 7.91838993° O |        |

 Legenda: PM - Património Mundial · MN - Monumento Nacional · IIP - Imóvel de Interesse Público · MIP - Monumento de Interesse Público · CIP - Conjunto de Interesse Público · SIP - Sítio de Interesse Público · IIM - Imóvel de Interesse Municipal · MIM - Monumento de Interesse Municipal · CIM - Conjunto de Interesse Municipal · SIM - Sítio de Interesse Municipal · VC - Em vias de classificação · SPL - Sem proteção legal

## Alvito
| ID     | Designações                                                                  | Categoria              | Tipologia  | Freguesia            | Grau | Ano  | Coordenadas                   | Imagem       |
| ------ | ---------------------------------------------------------------------------- | ---------------------- | ---------- | -------------------- | ---- | ---- | ----------------------------- | ------------ |
| 70395  |                                                                              | Arquitectura religiosa | Igreja     | Alvito               | MN   | 1939 | 38.25757346° N 8.00054919° O  | Mais imagens |
| 70457  | Castelo de Alvito                                                            | Arquitectura militar   | Castelo    | Alvito               | MN   | 1910 | 38.25786667° N 7.992116667° O | Mais imagens |
| 72049  | Convento de São Francisco ou Convento de Nossa Senhora dos Mártires          | Arquitectura religiosa | Convento   | Alvito               | VC   |      |                               |              |
| 72051  | Igreja de Santo António                                                      | Arquitectura religiosa | Capela     | Alvito               | IIP  | 2012 | 38.253583° N 7.992° O         |              |
| 73142  | Pelourinho de Alvito                                                         | Arquitectura civil     | Pelourinho | Alvito               | IIP  | 1933 | 38.25692° N 7.991992° O       | Mais imagens |
| 73980  | Igreja da Misericórdia e Capela de Nossa Senhora das Candeias                | Arquitectura religiosa | Igreja     | Alvito               | IIP  | 1962 | 38.257019° N 7.993756° O      |              |
| 74119  | Capela de São Bartolomeu                                                     | Arquitectura religiosa | Capela     | Alvito               | IIP  | 1997 | 38.25039389° N 8.02798012° O  |              |
| 74803  | Pelourinho de Água de Peixes                                                 | Arquitectura civil     | Pelourinho | Alvito               | IIP  | 1933 | 38.29869° N 7.959612° O       |              |
| 74804  | Capela de Santa Luzia ou Herdade de Santa Luzia e Cágado                     | Arquitectura religiosa | Capela     | Alvito               | IIP  | 1963 | 38.25663399° N 7.96970299° O  |              |
| 74805  | Casa de António Pedro de Góis ou Portal na Rua Conselheiro Machado           | Arquitectura civil     | Casa       | Alvito               | IIP  | 1962 | 38.25576912° N 7.99826743° O  |              |
| 74806  | Ermida de São Sebastião (Alvito)                                             | Arquitectura religiosa | Ermida     | Alvito               | IIP  | 1961 | 38.25485886° N 7.99027169° O  |              |
| 327677 | Solar de Água de Peixes ou Palácio de Água de Peixes                         | Arquitectura civil     | Solar      | Alvito               | MN   | 2002 | 38.26113094° N 7.99189341° O  |              |
| 72047  | Igreja Matriz de Vila Nova da Baronia ou Igreja de Nossa Senhora da Assunção | Arquitectura religiosa | Igreja     | Vila Nova da Baronia | IIP  | 1982 | 38.29004033° N 8.03706791° O  |              |
| 72048  | Ermida de Santa Ágata ou Ermida de Santa Águeda ou Ermida de São Neutel      | Arquitectura religiosa | Ermida     | Vila Nova da Baronia | VC   |      |                               |              |
| 73141  | Igreja da Misericórdia de Vila Nova da Baronia                               | Arquitectura religiosa | Igreja     | Vila Nova da Baronia | VC   |      |                               |              |
| 73354  | Pelourinho de Vila Nova da Baronia                                           | Arquitectura civil     | Pelourinho | Vila Nova da Baronia | IIP  | 1933 | 38.288261° N 8.0368° O        |              |
| 73355  | Capela de Nossa Senhora da Conceição                                         | Arquitectura religiosa | Capela     | Vila Nova da Baronia | IIP  | 1997 | 38.2882367° N 8.03478424° O   |              |

 Legenda: PM - Património Mundial · MN - Monumento Nacional · IIP - Imóvel de Interesse Público · MIP - Monumento de Interesse Público · CIP - Conjunto de Interesse Público · SIP - Sítio de Interesse Público · IIM - Imóvel de Interesse Municipal · MIM - Monumento de Interesse Municipal · CIM - Conjunto de Interesse Municipal · SIM - Sítio de Interesse Municipal · VC - Em vias de classificação · SPL - Sem proteção legal

## Barrancos
| ID    | Designações       | Categoria            | Tipologia | Freguesia | Grau | Ano  | Coordenadas              | Imagem       |
| ----- | ----------------- | -------------------- | --------- | --------- | ---- | ---- | ------------------------ | ------------ |
| 70654 | Castelo de Noudar | Arquitectura militar | Castelo   | Barrancos | MN   | 1910 | 38.178187° N 7.063198° O | Mais imagens |

 Legenda: PM - Património Mundial · MN - Monumento Nacional · IIP - Imóvel de Interesse Público · MIP - Monumento de Interesse Público · CIP - Conjunto de Interesse Público · SIP - Sítio de Interesse Público · IIM - Imóvel de Interesse Municipal · MIM - Monumento de Interesse Municipal · CIM - Conjunto de Interesse Municipal · SIM - Sítio de Interesse Municipal · VC - Em vias de classificação · SPL - Sem proteção legal

## Beja
| ID     | Designações                                                                 | Categoria              | Tipologia                              | Freguesia              | Grau | Ano  | Coordenadas                  | Imagem       |
| ------ | --------------------------------------------------------------------------- | ---------------------- | -------------------------------------- | ---------------------- | ---- | ---- | ---------------------------- | ------------ |
| 73880  | Pelourinho de Beringel                                                      | Arquitectura civil     | Pelourinho                             | Beringel               | IIP  | 1933 | 38.056934° N 7.986869° O     |              |
| 72981  | Igreja de Nossa Senhora do Pé da Cruz (Beja)                                | Arquitectura religiosa | Igreja                                 | Salvador               | IIP  | 1936 | 38.016321° N 7.857778° O     |              |
| 336566 | Sala dos túmulos do Convento de São Francisco de Beja ou Capela dos Freires | Arquitectura religiosa | Convento                               | Salvador               | IIP  | 1939 | 38.012725° N 7.860313° O     |              |
| 70995  | Igreja de Santa Clara ou Igreja Paroquial de Louredo                        | Arquitectura religiosa | Igreja                                 | Santa Clara de Louredo | IIM  | 1982 | 37.972878° N 7.870626° O     |              |
| 69744  | Área arqueológica da Quinta de Suratesta                                    | Arqueologia            | Conjunto Arquitectónico e Arqueológico | Santa Maria da Feira   | MN   | 1977 | 38.03888951° N 7.87108079° O |              |
| 69866  | Arco romano de Beja ou Porta de Évora                                       | Arqueologia            | Arco                                   | Santa Maria da Feira   | MN   | 1910 | 38.017066° N 7.865517° O     | Mais imagens |
| 70485  | Igreja de Nossa Senhora da Conceição ou Museu Rainha Dona Leonor            | Arquitectura religiosa | Igreja                                 | Santa Maria da Feira   | MN   | 1922 | 38.013893° N 7.863022° O     | Mais imagens |
| 72980  | Igreja de Santa Maria da Feira ou Igreja Matriz de Santa Maria da Feira     | Arquitectura religiosa | Igreja                                 | Santa Maria da Feira   | IIP  | 1959 | 38.015027° N 7.862717° O     | Mais imagens |
| 73276  | Palácio dos Maldonados                                                      | Arquitectura civil     | Palácio                                | Santa Maria da Feira   | VC   |      | 38.015298° N 7.861482° O     |              |
| 69754  | Villa romana de Pisões, englobando a represa romana que se situa próximo    | Arqueologia            | Villa                                  | Santiago Maior         | IIP  | 1970 | 37.997519° N 7.949211° O     |              |
| 69867  | Castelo de Beja                                                             | Arquitectura militar   | Castelo                                | Santiago Maior         | MN   | 1910 | 38.017211° N 7.865008° O     | Mais imagens |
| 69868  | Ermida de Santo André                                                       | Arquitectura religiosa | Ermida                                 | Santiago Maior         | MN   | 1910 | 38.019987° N 7.870233° O     | Mais imagens |
| 69869  | Igreja da Misericórdia de Beja ou Antigos Açougues Municipais               | Arquitectura religiosa | Igreja                                 | Santiago Maior         | MN   | 1933 | 38.015893° N 7.865524° O     |              |
| 70114  | Hospital da Misericórdia de Beja                                            | Arquitectura civil     | Hospital                               | Santiago Maior         | MN   | 1989 | 38.016705° N 7.866079° O     |              |
| 73981  | Capela de Nossa Senhora dos Prazeres                                        | Arquitectura religiosa | Capela                                 | Santiago Maior         | IIP  | 1977 | 38.015466° N 7.866437° O     |              |
| 74239  | Pelourinho de Beja                                                          | Arquitectura civil     | Pelourinho                             | Santiago Maior         | IIP  | 1933 | 38.015327° N 7.864686° O     | Mais imagens |
| 327210 | Igreja de Santo Amaro ou Capela de Santo Amaro                              | Arquitectura religiosa | Igreja                                 | Santiago Maior         | MN   | 1936 | 38.017665° N 7.866098° O     |              |

 Legenda: PM - Património Mundial · MN - Monumento Nacional · IIP - Imóvel de Interesse Público · MIP - Monumento de Interesse Público · CIP - Conjunto de Interesse Público · SIP - Sítio de Interesse Público · IIM - Imóvel de Interesse Municipal · MIM - Monumento de Interesse Municipal · CIM - Conjunto de Interesse Municipal · SIM - Sítio de Interesse Municipal · VC - Em vias de classificação · SPL - Sem proteção legal

## Castro Verde
| ID    | Designações                                                                             | Categoria              | Tipologia | Freguesia                | Grau | Ano  | Coordenadas                  | Imagem |
| ----- | --------------------------------------------------------------------------------------- | ---------------------- | --------- | ------------------------ | ---- | ---- | ---------------------------- | ------ |
| 70192 | Castro de Castro Verde                                                                  | Arqueologia            | Castro    | Castro Verde             | SPL  | 2009 | 37.697617° N 8.081885° O     |        |
| 71320 | Ermida de São Pedro das Cabeças ou Capela de São Pedro das Cabeças                      | Arquitectura religiosa | Ermida    | Castro Verde             | VC   |      | 37.67775° N 8.03625° O       |        |
| 73679 | Igreja Matriz de Castro Verde ou Igreja de Nossa Senhora da Conceição                   | Arquitectura religiosa | Igreja    | Castro Verde             | IIP  | 1993 | 37.697769° N 8.081957° O     |        |
| 74130 | Igreja de São Miguel ou Igreja de São Miguel dos Gregórios incluindo todo o seu recheio | Arquitectura religiosa | Igreja    | Castro Verde             | IIP  | 1971 | 37.722081° N 8.13272° O      |        |
| 73275 | Igreja da Misericórdia de Entradas                                                      | Arquitectura religiosa | Igreja    | Entradas                 | VC   |      | 37.776226° N 8.012868° O     |        |
| 73676 | Igreja de Nossa Senhora da Esperança                                                    | Arquitectura religiosa | Igreja    | Entradas                 | IIP  | 1993 | 37.771456° N 8.016644° O     |        |
| 73677 | Igreja de São Tiago (Entradas) ou Igreja Matriz de Entradas                             | Arquitectura religiosa | Igreja    | Entradas                 | IIP  | 1993 | 37.775816° N 8.013487° O     |        |
| 73678 | Castelo Velho de Cobres ou Castelo de Montel                                            | Arqueologia            | Castelo   | Entradas                 | IIP  | 1993 | 37.75164975° N 7.93969798° O |        |
| 71328 | Igreja de Santa Bárbara de Padrões                                                      | Arquitectura religiosa | Igreja    | Santa Bárbara de Padrões | VC   |      |                              |        |
| 71327 | Igreja da Misericórdia de Castro Verde                                                  | Arquitectura religiosa | Igreja    | Castro Verde e Casével   | MIP  | 2012 | 37.696667° N 8.081556° O     |        |
| 69914 | Igreja das Chagas do Salvador ou Igreja de Nossa Senhora dos Remédios                   | Arquitectura religiosa | Igreja    | Castro Verde e Casével   | MIP  | 2012 | 37.699417° N 8.084361° O     |        |

 Legenda: PM - Património Mundial · MN - Monumento Nacional · IIP - Imóvel de Interesse Público · MIP - Monumento de Interesse Público · CIP - Conjunto de Interesse Público · SIP - Sítio de Interesse Público · IIM - Imóvel de Interesse Municipal · MIM - Monumento de Interesse Municipal · CIM - Conjunto de Interesse Municipal · SIM - Sítio de Interesse Municipal · VC - Em vias de classificação · SPL - Sem proteção legal

## Cuba
| ID    | Designações                                                          | Categoria              | Tipologia | Freguesia  | Grau | Ano  | Coordenadas              | Imagem       |
| ----- | -------------------------------------------------------------------- | ---------------------- | --------- | ---------- | ---- | ---- | ------------------------ | ------------ |
| 73675 | Igreja de São Vicente                                                | Arquitectura religiosa | Igreja    | Cuba       | IIP  | 1982 | 38.167526° N 7.89058° O  |              |
| 74761 | Igreja de Nossa Senhora da Visitação ou Igreja Matriz de Vila Alva   | Arquitectura religiosa | Igreja    | Vila Alva  | IIP  | 1982 | 38.249491° N 7.900049° O |              |
| 69745 | Ponte de Vila Ruiva ou Ponte romana sobre a ribeira de Odivelas      | Arqueologia            | Ponte     | Vila Ruiva | MN   | 1967 | 38.259683° N 7.946033° O | Mais imagens |
| 72022 | Ermida de Nossa Senhora de Represa ou Antiga Ermida de São Caetano   | Arquitectura religiosa | Ermida    | Vila Ruiva | VC   |      | 38.245748° N 7.938736° O |              |
| 73351 | Igreja de Nossa Senhora da Encarnação ou Igreja Matriz de Vila Ruiva | Arquitectura religiosa | Igreja    | Vila Ruiva | IIP  | 1982 | 38.246216° N 7.938017° O |              |
| 73352 | Barragem romana de Nossa Senhora da Represa                          | Arqueologia            | Represa   | Vila Ruiva | IIP  | 1997 | 38.245748° N 7.938736° O | Mais imagens |

 Legenda: PM - Património Mundial · MN - Monumento Nacional · IIP - Imóvel de Interesse Público · MIP - Monumento de Interesse Público · CIP - Conjunto de Interesse Público · SIP - Sítio de Interesse Público · IIM - Imóvel de Interesse Municipal · MIM - Monumento de Interesse Municipal · CIM - Conjunto de Interesse Municipal · SIM - Sítio de Interesse Municipal · VC - Em vias de classificação · SPL - Sem proteção legal

## Ferreira do Alentejo
| ID       | Designações                                                                                                  | Categoria              | Tipologia | Freguesia               | Grau | Ano  | Coordenadas                  | Imagem |
| -------- | --- | ---------------------- | --------- | ----------------------- | ---- | ---- | ---------------------------- | ------ |
| 71008    | Capela do Calvário (Ferreira do Alentejo) ou Capela de Santa Maria Madalena ou Igreja das Pedras             | Arquitectura religiosa | Capela    | Ferreira do Alentejo    | IIM  | 1983 | 38.061527° N 8.117432° O     |        |
| 5008229  | Quinta de São Vicente                                                                                        | Arquitectura civil     | Quinta    | Ferreira do Alentejo    | VC   |      | 38.068525° N 8.095992° O     |        |
| 6238021  | Solar dos Viscondes                                                                                          | Arquitectura civil     | Casa      | Ferreira do Alentejo    | IIM  | 2003 | 38.05765559° N 8.11653512° O |        |
| 6283070  | Moradia D. Diogo Maldonado Passanha                                                                          | Arquitectura civil     | Casa      | Ferreira do Alentejo    | IIM  | 2003 | 38.05872788° N 8.11816428° O |        |
| 6284288  | Antigo Palacete de João Carlos Infante Passanha, anexa ao nº 10                                              | Arquitectura Civil     | Palacete  | Ferreira do Alentejo    | IIM  |      | 38.05882692° N 8.11771988° O |        |
| 6284451  | Casa na Rua Visconde de Ferreira do Alentejo, 31, particular                                                 | Arquitectura civil     | Casa      | Ferreira do Alentejo    | IIM  | 2003 | 38.05811507° N 8.11670594° O |        |
| 6284745  | Antigo Tribunal da Comarca de Ferreira do Alentejo ou Palacete Oitocentista, sito na Rua de Júlio de Vilhena | Arquitectura Civil     | Palacete  | Ferreira do Alentejo    | IIM  |      | 38.05796181° N 8.11589698° O |        |
| 6290826  | Igreja Paroquial de Vilas Boas                                                                               | Arquitectura religiosa | Igreja    | Ferreira do Alentejo    | IIM  | 2003 | 38.064222° N 8.084506° O     |        |
| 6293665  | Igreja Paroquial de São Sebastião ou Igreja Paroquial de Nossa Senhora da Luz                                | Arquitectura religiosa | Igreja    | Ferreira do Alentejo    | IIM  | 2003 | 38.093906° N 8.207108° O     |        |
| 6296131  | Casa no Largo de D. Luís Maldonado Vivião Passanha, ou Largo do Ferro Engomado                               | Arquitectura civil     | Casa      | Ferreira do Alentejo    | IIM  | 2003 | 38.05858295° N 8.11263808° O |        |
| 6296282  | Casa Senhorial na Praça Comendador Luis António Infante Passanha, 20 a 22                                    | Arquitectura civil     | Casa      | Ferreira do Alentejo    | IIM  | 2003 | 38.05894391° N 8.1166374° O  |        |
| 6296408  | Casa Agrícola Jorge Ribeiro de Sousa (nº 6) ou Espaço Museológico Municipal                                  | Arquitectura civil     | Casa      | Ferreira do Alentejo    | IIM  | 2003 | 38.05824111° N 8.11602225° O |        |
| 6296586  | Paços do Concelho                                                                                            | n/a                    | n/a       | Ferreira do Alentejo    | IIM  |      | 38.058429° N 8.116301° O     |        |
| 6299303  | Casa na Rua Conselheiro Júlio de Vilhena, 16                                                                 | Arquitectura civil     | Casa      | Ferreira do Alentejo    | IIM  | 2003 | 38.05834022° N 8.11604502° O |        |
| 14177547 | Casa na Travessa da Misericórdia, nº 43                                                                      | n/a                    | n/a       | Ferreira do Alentejo    | IIM  |      | 38.05481783° N 8.11750418° O |        |
| 14177613 | Casa Pessanha Pereira                                                                                        | n/a                    | n/a       | Ferreira do Alentejo    | IIM  |      | 38.06039415° N 8.1149507° O  |        |
| 14177676 | Praça do Comendador Infante Passanha                                                                         | n/a                    | n/a       | Ferreira do Alentejo    | IIM  |      | 38.05870063° N 8.11640956° O |        |
| 6295838  | Igreja Paroquial de Santa Margarida do Sado                                                                  | Arquitectura religiosa | Igreja    | Figueira dos Cavaleiros | IIM  | 2003 | 38.113011° N 8.358017° O     |        |
| 6302880  | Igreja Paroquial de Santo Estevão                                                                            | Arquitectura religiosa | Igreja    | Odivelas                | IIM  | 2003 | 38.168538° N 8.14618° O      |        |

 Legenda: PM - Património Mundial · MN - Monumento Nacional · IIP - Imóvel de Interesse Público · MIP - Monumento de Interesse Público · CIP - Conjunto de Interesse Público · SIP - Sítio de Interesse Público · IIM - Imóvel de Interesse Municipal · MIM - Monumento de Interesse Municipal · CIM - Conjunto de Interesse Municipal · SIM - Sítio de Interesse Municipal · VC - Em vias de classificação · SPL - Sem proteção legal

## Mértola
| ID      | Designações                                                       | Categoria              | Tipologia | Freguesia      | Grau | Ano  | Coordenadas              | Imagem       |
| ------- | ----------------------------------------------------------------- | ---------------------- | --------- | -------------- | ---- | ---- | ------------------------ | ------------ |
| 5030621 | Minas de São Domingos e Pomarão ou Mina de São Domingos           |                        | Conjunto  | Corte do Pinto | VC   |      | 37.66831° N 7.493877° O  |              |
| 70160   | Castelo de Mértola                                                | Arquitectura militar   | Castelo   | Mértola        | MN   | 1951 | 37.638381° N 7.664672° O | Mais imagens |
| 70163   | Igreja de Nossa Senhora da Anunciação ou Igreja Matriz de Mértola | Arquitectura religiosa | Igreja    | Mértola        | MN   | 1910 | 37.638438° N 7.663651° O | Mais imagens |
| 70233   | Ponte de Mértola ou Torre do Rio                                  | Arquitectura civil     | Ponte     | Mértola        | MN   | 1910 | 37.63575° N 7.664199° O  | Mais imagens |

 Legenda: PM - Património Mundial · MN - Monumento Nacional · IIP - Imóvel de Interesse Público · MIP - Monumento de Interesse Público · CIP - Conjunto de Interesse Público · SIP - Sítio de Interesse Público · IIM - Imóvel de Interesse Municipal · MIM - Monumento de Interesse Municipal · CIM - Conjunto de Interesse Municipal · SIM - Sítio de Interesse Municipal · VC - Em vias de classificação · SPL - Sem proteção legal

## Moura
| ID      | Designações                                                                                   | Categoria              | Tipologia            | Freguesia                   | Grau | Ano  | Coordenadas                  | Imagem |
| ------- | --------------------------------------------------------------------------------------------- | ---------------------- | -------------------- | --------------------------- | ---- | ---- | ---------------------------- | ------ |
| 5037513 | Igreja de Nossa Senhora da Estrela                                                            | Arquitectura religiosa | Igreja               | Póvoa de São Miguel         | VC   |      |                              |        |
| 72029   | Igreja Paroquial de Safara                                                                    | Arquitectura religiosa | Igreja               | Safara                      | VC   |      | 38.108256° N 7.218052° O     |        |
| 72030   | Igreja de São Francisco e Convento de São Francisco                                           | Arquitectura religiosa | Igreja               | Santo Agostinho             | VC   |      | 38.137539° N 7.451055° O     |        |
| 74034   | Quartéis de Moura                                                                             | Arquitectura civil     | Edifício             | Santo Agostinho             | IIP  | 1967 | 38.142187° N 7.446858° O     |        |
| 74035   | Igreja de São Pedro ou Museu Municipal de Arte Sacra de Moura                                 | Arquitectura religiosa | Igreja               | Santo Agostinho             | IIP  | 1963 | 38.141406° N 7.44977° O      |        |
| 74664   | Atalaia Magra ou Atalaia da Cabeça Magra                                                      | Arquitectura militar   | Torre                | Santo Agostinho             | IIP  | 1986 | 38.139871° N 7.454805° O     |        |
| 74665   | Lagar de Varas de Fojo                                                                        | Arquitectura civil     | Lagar                | Santo Agostinho             | IIP  | 1986 | 38.139282° N 7.447102° O     |        |
| 70612   | Igreja de Santo Aleixo ou Igreja Paroquial de Santo Aleixo da Restauração                     | Arquitectura religiosa | Igreja               | Santo Aleixo da Restauração | MN   | 1939 | 38.068226° N 7.15273° O      |        |
| 74540   | Galeria dolménica e Anta na Herdade da Negrita ou Pedra das Antas e Anta das Pedras Tanchadas | Arqueologia            | Monumento megalítico | Santo Aleixo da Restauração | IIP  | 1990 | 38.027565° N 7.168917° O     |        |
| 69738   | Castro da Azougada                                                                            | Arqueologia            | Povoado fortificado  | São João Baptista           | IIP  | 1990 | 38.161211° N 7.456107° O     |        |
| 74031   | Ponte romana sobre o rio Brenhas                                                              | Arqueologia            | Ponte                | São João Baptista           | IIP  | 1944 | 38.146463° N 7.44402° O      |        |
| 74033   | Castelo de Moura e Convento das freiras Dominicanas                                           | Arquitectura militar   | Castelo              | São João Baptista           | IIP  | 1944 | 38.143734° N 7.45112° O      |        |
| 74036   | Convento do Carmo (igreja e claustro)                                                         | Arquitectura religiosa | Igreja               | São João Baptista           | IIP  | 1944 | 38.144629° N 7.452383° O     |        |
| 74037   | Mouraria de Moura                                                                             | Arquitectura civil     | Mouraria             | São João Baptista           | IIP  | 1993 | 38.14359362° N 7.44945589° O |        |
| 5775963 | Castro dos Ratinhos ou Outeiro dos Castelos                                                   | Arqueologia            | Povoado fortificado  | São João Baptista           | VC   |      |                              |        |

 Legenda: PM - Património Mundial · MN - Monumento Nacional · IIP - Imóvel de Interesse Público · MIP - Monumento de Interesse Público · CIP - Conjunto de Interesse Público · SIP - Sítio de Interesse Público · IIM - Imóvel de Interesse Municipal · MIM - Monumento de Interesse Municipal · CIM - Conjunto de Interesse Municipal · SIM - Sítio de Interesse Municipal · VC - Em vias de classificação · SPL - Sem proteção legal

## Odemira
| ID       | Designações                                               | Categoria              | Tipologia | Freguesia              | Grau | Ano | Coordenadas              | Imagem       |
| -------- | --------------------------------------------------------- | ---------------------- | --------- | ---------------------- | ---- | --- | ------------------------ | ------------ |
| 74760    | Ponte D. Maria ou Ponte de Santa Clara-a-Velha            | Arquitectura civil     | Ponte     | Santa Clara-a-Velha    | IIM  |     | 37.50994° N 8.467672° O  |              |
| 97016856 | Pousada de Santa Clara                                    | Monumento              |           | Santa Clara-a-Velha    | n/c  |     | 37.511705° N 8.439176° O |              |
| 73127    | Muralhas do Antigo Castelo de Odemira (troços existentes) | Arquitectura militar   | Muralha   | Santa Maria            | VC   |     | 37.59708° N 8.643082° O  |              |
| 6302005  | Igreja da Misericórdia de Odemira                         | Arquitectura religiosa | Igreja    | São Salvador           | VC   |     | 37.597055° N 8.641971° O |              |
| 74030    | Forte de São Clemente                                     | n/a                    | n/a       | Vila Nova de Milfontes | IIP  |     | 37.722715° N 8.783002° O | Mais imagens |

 Legenda: PM - Património Mundial · MN - Monumento Nacional · IIP - Imóvel de Interesse Público · MIP - Monumento de Interesse Público · CIP - Conjunto de Interesse Público · SIP - Sítio de Interesse Público · IIM - Imóvel de Interesse Municipal · MIM - Monumento de Interesse Municipal · CIM - Conjunto de Interesse Municipal · SIM - Sítio de Interesse Municipal · VC - Em vias de classificação · SPL - Sem proteção legal

## Ourique
| ID    | Designações                             | Categoria   | Tipologia           | Freguesia | Grau | Ano  | Coordenadas              | Imagem       |
| ----- | --------------------------------------- | ----------- | ------------------- | --------- | ---- | ---- | ------------------------ | ------------ |
| 69752 | Cerro do Castelo ou Forte de Garvão     | Arqueologia | Povoado             | Garvão    | IIP  | 1990 | 37.708735° N 8.342951° O |              |
| 70166 | Castro de Cola ou Cidade de Marrachique | Arqueologia | Povoado fortificado | Ourique   | MN   | 1910 | 37.578989° N 8.300612° O | Mais imagens |

 Legenda: PM - Património Mundial · MN - Monumento Nacional · IIP - Imóvel de Interesse Público · MIP - Monumento de Interesse Público · CIP - Conjunto de Interesse Público · SIP - Sítio de Interesse Público · IIM - Imóvel de Interesse Municipal · MIM - Monumento de Interesse Municipal · CIM - Conjunto de Interesse Municipal · SIM - Sítio de Interesse Municipal · VC - Em vias de classificação · SPL - Sem proteção legal

## Serpa
| ID     | Designações                                      | Categoria              | Tipologia        | Freguesia   | Grau | Ano  | Coordenadas                  | Imagem       |
| ------ | ------------------------------------------------ | ---------------------- | ---------------- | ----------- | ---- | ---- | ---------------------------- | ------------ |
| 73808  | Ermida de Santa Luzia                            | Arquitectura religiosa | Ermida           | Pias        | IIP  | 1963 | 38.040917° N 7.472954° O     |              |
| 70215  | Muralhas de Serpa                                | Arquitectura militar   | Muralha          | Salvador    | MN   | 1954 | 37.944073° N 7.597879° O     | Mais imagens |
| 72599  | Igreja de Santa Iria                             | Arquitectura religiosa | Igreja           | Salvador    | VC   |      |                              |              |
| 69675  | Barragem romana do Muro dos Mouros               | Arqueologia            | Barragem         | Santa Maria | IIP  | 1992 | 37.930752° N 7.585149° O     |              |
| 71986  | Palácio dos Condes de Ficalho ou Casa do Castelo | Arquitectura civil     | Palácio          | Santa Maria | MN   | 2007 | 37.94471° N 7.59874° O       |              |
| 71987  | Torre do Relógio                                 | Arquitectura civil     | Torre            | Santa Maria | VC   |      | 37.94403° N 7.597976° O      |              |
| 71998  | Mosteirinho ou Convento do Mosteirinho           | Arquitectura religiosa | Mosteiro         | Santa Maria | VC   |      |                              |              |
| 73979  | Igreja de Santa Maria ou Igreja Matriz de Serpa  | Arquitectura religiosa | Igreja           | Santa Maria | IIP  | 1984 | 37.94429° N 7.597666° O      |              |
| 333297 | Núcleo intramuros da Vila de Serpa               | Arquitectura mista     | Núcleo histórico | Santa Maria | IIP  | 2003 | 37.94472222° N 7.59888889° O |              |
| 70394  | Igreja de São Francisco                          | Arquitectura religiosa | Igreja           | Santa Maria | MN   | 1910 | 37.94640397° N 7.59149136° O |              |

 Legenda: PM - Património Mundial · MN - Monumento Nacional · IIP - Imóvel de Interesse Público · MIP - Monumento de Interesse Público · CIP - Conjunto de Interesse Público · SIP - Sítio de Interesse Público · IIM - Imóvel de Interesse Municipal · MIM - Monumento de Interesse Municipal · CIM - Conjunto de Interesse Municipal · SIM - Sítio de Interesse Municipal · VC - Em vias de classificação · SPL - Sem proteção legal

## Vidigueira
| ID       | Designações                                                                                  | Categoria              | Tipologia | Freguesia      | Grau | Ano  | Coordenadas                  | Imagem       |
| -------- | -------------------------------------------------------------------------------------------- | ---------------------- | --------- | -------------- | ---- | ---- | ---------------------------- | ------------ |
| 72911    | Dolmens (2) na Herdade de Corte Serrão                                                       | n/a                    | n/a       | Pedrógão       | IIP  |      | 38.169781° N 7.635622° O     |              |
| 4148541  | Igreja de Santa Maria de Marmelar ou Igreja de Santa Brígida ou Igreja Paroquial de Marmelar | Arquitectura religiosa | Igreja    | Pedrógão       | VC   |      |                              |              |
| 74028    | Ermida de Santa Clara                                                                        | Arquitectura religiosa | Ermida    | Vidigueira     | IIP  | 1974 | 38.219793° N 7.80387° O      |              |
| 74029    | Castelo da Vidigueira                                                                        | n/a                    | n/a       | Vidigueira     | IIP  |      | 38.213005° N 7.80228° O      |              |
| 70270    | Convento de São Cucufate ou Ruínas de Santiago                                               | Arqueologia            | Villa     | Vila de Frades | MN   | 1947 | 38.223506° N 7.845437° O     | Mais imagens |
| 72974    | Menir de Mac Abraão                                                                          | Arqueologia            | Menir     | Vila de Frades | IIP  | 1990 | 38.21826719° N 7.87489521° O |              |
| 11092691 | Adega de Vila de Frades                                                                      | n/a                    | n/a       | Vila de Frades | IIM  |      | 38.21037617° N 7.82632844° O |              |

 Legenda: PM - Património Mundial · MN - Monumento Nacional · IIP - Imóvel de Interesse Público · MIP - Monumento de Interesse Público · CIP - Conjunto de Interesse Público · SIP - Sítio de Interesse Público · IIM - Imóvel de Interesse Municipal · MIM - Monumento de Interesse Municipal · CIM - Conjunto de Interesse Municipal · SIM - Sítio de Interesse Municipal · VC - Em vias de classificação · SPL - Sem proteção legal